# John McBryan
John "Jack" Crawford William MacBryan (Box, Wiltshire, 22 de juliol de 1892 - Cambridge, Cambridgeshire, 14 de juliol de 1983) va ser un jugador d'hoquei sobre herba i de criquet anglès que va competir a començaments del segle xx.
MacBryan estudià a l'Exeter School, on començà a jugar a criquet i el 1911 ja era capità de l'equip. En acabar l'escola entrà a la Somerset Light Infantry. El 1914, un mes després de començar la Primera Guerra Mundial fou ferit i capturat en la batalla de Le Cateau, i passà la resta de la guerra com a presoner.
En acabar la guerra entrà al Jesus College de la Universitat de Cambridge, on començà a jugar criquet el 1920. Aquell mateix any va prendre part en els Jocs Olímpics d'Anvers, on va guanyar la medalla d'or com a membre de l'equip britànic en la competició d'hoquei sobre herba.
Com a jugador de criquet arribà a ser internacional amb Anglaterra.